# Oliver Brandt
Oliver Brandt (* 2. September 1967 in Mölln) ist ein deutscher Politiker (Bündnis 90/Die Grünen). Seit Juni 2022 ist er Abgeordneter im Schleswig-Holsteinischen Landtag.

## Leben
Brandt legte 1986 das Abitur in Schwarzenbek ab. Von 1988 bis 1990 absolvierte er eine Ausbildung zum Bankkaufmann. Von 1990 bis 1998 absolvierte er ein Lehramtsstudium für berufliche Schulen an der Universität Hamburg, das er als Diplom-Handelslehrer abschloss. Anschließend war er von 1998 bis 2005 als Online-Journalist tätig.  2006 bis 2007 absolvierte er ein Fernstudium der Public Relations am Zentrum für angewandte Kommunikationswissenschaften der Westfälischen Wilhelms-Universität Münster, das er als PR-Manager abschloss. Von 2005 bis 2017 arbeitete er als Pressereferent und Pressesprecher bei der Verbraucherzentrale Bremen, der Jungheinrich AG in Hamburg und der Umweltbank AG in Nürnberg. Von 2018 bis zu seinem Einzug in den Landtag 2022 war er als Finanzreferent für Bundesangelegenheiten im Leitungsbereich des Finanzministeriums des Landes Schleswig-Holstein tätig.
Brandt lebt in Lütau.

## Politik
Brandt ist seit 2011 Mitglied bei Bündnis 90/Die Grünen. Seit den Kommunalwahlen in Schleswig-Holstein 2013 ist er für seine Partei Abgeordneter des Kreistags des Kreises Herzogtum Lauenburg. Seit 2021 ist er dort Vorsitzender seiner Fraktion. Seit 2013 ist er zudem Mitglied des Verwaltungsrats der Kreissparkasse Herzogtum Lauenburg.
Bei der Landtagswahl in Schleswig-Holstein 2022 kandidierte Brandt auf Platz 16 der Landesliste der Grünen, verfehlte jedoch zunächst den Einzug in den Landtag. Zuvor hatte er sich bereits für die Direktkandidatur seiner Partei im Landtagswahlkreis Lauenburg-Süd beworben, unterlag jedoch bei der parteiinternen Abstimmung Knut Suhk. Nach der Bildung des Kabinetts Günther II und der Berufung von drei grünen Abgeordneten auf Ämter als Staatssekretäre oder Minister in der Landesregierung rückte er am 30. Juni 2022 über die Landesliste in den Landtag nach.